# У кажњеничкој колонији
У кажњеничкој колонији је приповетка Франца Кафке написана на немачком језику у октобру 1914, ревидирана у новембру 1918, а први пут објављена у октобру 1919. Као и у неким другим Кафкиним делима, наратор у овој причи делује одвојено, или можда ошамућено, догађајима за које би се очекивало да изазову ужас. 
Страни путник посећује кажњеничку колонију где му официр демонстрира необичну методу погубљења. Уређај за погубљење урезује казну у тело осуђеног док он не умре, наводно постижући духовно просветљење кроз патњу. Осуђена особа не зна шта је погрешила. Како се радња одвија, читалац сазнаје све више и више о машини, укључујући њено порекло и првобитно оправдање за коришћење.
Критичари сугеришу да је Кафку инспирисало дело Октава Мирбоа Врт мучења.

## Заплет

### Ликови
Постоје само четири лика, сваки именован према својој улози у причи. Осуђеник је човек који ће се погубити, Војник је одговоран за његово чување, Официр је задужен за машину која ће погубити Осуђеника, а Путник је посетилац из Европе.

### Синопсис
Прича се фокусира на Путника, који је управо стигао у острвску казнену колонију и први пут се сусреће са њеном бруталном машином за погубљење. Официр му говори све о функционисању сложене машине, њеној намени и историји. Војник и Осуђеник, који није свестан да је осуђен на смрт зато што није устао и поздравио свог претпостављеног сваког сата током ноћне страже, мирно посматрају из близине.
Према судском поступку повезаном са машином, оптужени се увек сматра кривим и не даје му се прилика да се брани. Као казна, закон који је човек прекршио урезује се све дубље у његово тело током периода од 12 сати док он полако умире од задобијених рана. Током последњих шест сати у машини, оптужени наводно доживљава спиритуално просветљење. Машину је пројектовао претходни командант колоније, чији је официр одани присталица. Он носи њене нацрте са собом и једина је особа која их може дешифровати, не дозвољавајући никоме другом да их додирује.
Официр је носталгичан у вези са справом за мучење и вредностима које су у почетку биле повезане са њом, сећајући се маса људи које су некада присуствовале сваком погубљењу. Сада је он последњи отворени заговорник машине, али чврсто верује у њен облик правде и непогрешивост претходног команданта.
Официр моли Путника да разговара са тренутним Командантом у вези са даљом употребом машине. Путник одбија да то учини; каже да неће јавно говорити против машине и да ће уместо тога приватно изнети своје мишљење Команданту, а затим отићи пре него што буде позван да поднесе званични извештај. Сломљен што Путника нису убедила његова објашњења и молбе, Официр ослобађа Осуђеника и поставља машину на себе, са речима „Буди праведан“ написаним на њој. Међутим, машина се квари; уместо свог уобичајеног елегантног рада, она ће брзо убости Официра ножем на смрт, ускраћујући му мистично искуство затвореника које је погубио.
У пратњи Војника и Осуђеника, Путник се упућује ка чајџиници, у којој му се показује гроб претходног Команданта, коме није било дозвољено да буде сахрањен на гробљу. Надгробни споменик, који је постављен тако ниско да се преко њега лако може поставити сто, носи натпис који износи веровање његових безимених следбеника да ће једног дана васкрснути из мртвих и повратити контролу над колонијом. Путник одмах одлази у луку и проналази некога да га одведе до пароброда којим путује. Он одбија покушаје Војника и Осуђеника да га прате.

## Религиозна тумачења
Ако се узму у обзир све паралеле са Библијом, читање може бити „неортодоксна... визија традиционалне теологије“. Стари начин вођења колоније подсећа на ставове представљене у Старом завету, где је стари Командант – творац машине за мучење, као и сама колонија – личио на Бога. Стари Командант се фокусирао на људску кривицу, у коју „никада не треба сумњати“. Поређење између машине која се користи у казненој колонији и света уопште могло би значити да је сврха живота заслужити спасење од кривице путем патње. Међутим, према Гедесу, тумачење употребе ове направе на такав начин могло би довести до занемаривања поуке приче – опасности од посматрања догађаја као облика теодицеје, секуларне или свете. Више паралела укључују нова, либералнија правила успостављена у колонији након смрти првобитног Команданта, која би могла представљати Нови завет.
Напредак у Кафкиној причи је сличан начину на који се хришћанство развило од „старог закона хебрејске традиције“ до милосрдних правила Новог завета. Официр би могао да представља Христа, али у „Кафкиној инверзији традиционалне хришћанске теологије“, он жртвује себе да би показао своју подршку бившем команданту, за разлику од нових правила. Натпис на гробу старог команданата такође може имплицирати да се „други долазак“ односи на повратак старих правила. Други критичари (Полицер, Торбли, Нојмајер) препознају паралеле и симболику, али не желе да их повежу ни са једним конкретним библијским читањем. Нојмајер је додао да енглески превод кратке приче који су створили Вила Мјур и Едвин Мјур садржи нетачности, укључујући и оне које подржавају верско тумачење, дајући читаоцу „деформисану слику“ приче.

## Адаптације
- Године 1969, причу је адаптирао као драму Стивен Беркоф, који је такође играо Официра.[15]
- Године 1970, чилеански филмски стваралац Раул Руиз снимио је филм под називом „Кажњеничка колонија“, заснован на причи.
- Чарли До је 1999. године написао и режирао кратки авангардни филм „Zoetrope“,[16] који је лабаво заснован на причи. Музику за филм је написао и извео Ластморд.
- Године 2000, композитор Филип Глас је написао камерну оперу „У кажњеничкој колонији“, засновану на причи.[17]
- Филмска адаптација од 24 минута, коју је снимила канадска редитељка турског порекла Сибел Гувенч, објављена је 2006. године.
- У јулу 2011. године, позоришна компанија ШиберХур из Палестине представила је нову верзију представе „У кажњеничкој колонији“, коју је адаптирао Амир Низар Зуаби, у лондонском позоришту Јанг Вик.
- Године 2012, египатска независна позоришна група Варша извела је адаптацију на арапском језику у Каиру у режији Хасана Ел Геретлија.
- Четрдесетоминутна филмска адаптација коју су креирали филмски ствараоци у Лас Вегасу, Невада, завршена је 2013. године и објављена на Вимеу 2014. године.
- Године 2018, нова позоришна адаптација, Франц Кафка – Апарат, коју је написао и режирао велшки драмски писац Рос Динвиди, премијерно је приказана у позоришту Риалто у Брајтону као део Брајтонског фронта.[18] Одступајући од изворног текста, Динвиди истражује сексуалну привлачност која се развија између Војника и Осуђеника и мења пол Официра из мушког у женски.[19]

## У популарној култури
Френк Запа, у белешкама на омоту албума „We’re Only in It for the Money“ (1968) групе Mothers of Invention, препоручује да се прочита „У кажњеничкој колонији“ пре слушања песме „The Chrome Plated Megaphone of Destiny“.
Ијан Кертис из бенда Joy Division је био инспирисан песмом „In the Penal Colony“ да напише песму „Colony“ са албума Closer (1980).
Роман „Сенка мучитеља“ (1980) Џина Вулфа прати подвиге члана еснафа мучитеља. У једном тренутку, док је водио обилазак објекта осуђеном затворенику, старешина еснафа описује направу идентичну оној представљеној у овој краткој причи.
Иван Клима помиње у свом роману „Љубав и смеће“ (1986) прву Кафкину причу коју је икада прочитао, а то је била прича о „...путнику коме официр на неком острву жели са љубављу и посвећеношћу да демонстрира своју бизарну машину за погубљење“. Наратор вероватно мисли на „У кажњеничкој колонији“.
У роману Харукија Муракамија „Кафка на обали мора“ (2002), протагониста, дечак који себе назива Кафком, признаје да му је „У кажњеничкој колонији“ омиљена од кратких прича Франца Кафке. Он замишља Кафкино чисто механичко објашњење машине као „замену за објашњење ситуације у којој се налазимо“.
Албум Public Strain (2010) канадског рок бенда Women садржи песму „Penal Colony“, која се односи на Кафкину причу.
Видео-игра из 2015. године, Resident Evil: Revelations 2, садржи многе референце на Кафкина дела. Поред тога што је смештена унутар острвске колоније, прва епизода се зове „Казнена колонија“ по причи, датотека пронађена у игри садржи одломак из „У кажњеничкој колонији“, а једна од локација садржи справу за мучење сличну оној коју је описао Кафка.